# DB Insurance
DB Insurance Co, Ltd. (Ehemals Dongbu Insurance; koreanisch 디비손해보험 주식회사) ist eine Sachversicherungsgesellschaft mit Hauptsitz in Seoul, Südkorea.
Sie wurde 1968 gegründet, gehört zu den umsatzstärksten Versicherern der Welt und ist der südkoreanische Versicherer mit dem größten Umsatzanteil im Ausland.
Seit 1983 gehört das Unternehmen zum südkoreanischen Konglomerat DongBu Group (DB Group).

## Geschichte
Gegründet wurde das Unternehmen am 24. Januar 1969 von Kim Jun-ki. DB Insurance wurde 1962 als Koreas erste staatliche Autoversicherungsgesellschaft gegründet, wurde 1983 Mitglied der Dongbu Group und änderte im Oktober 1995 seinen Namen in Dongbu Insurance. Am 1. November 2017 änderte das Unternehmen seinen Namen in DB Insurance, um ein globales Versicherungsfinanzierungsunternehmen zu verkörpern.
Im Jahr 2019 erweiterte DB Insurance seine Präsenz im Ausland durch die Übernahme von Tochtergesellschaften der Century Insurance Company (CIC) mit Sitz in Guam, Saipan und Papua-Neuguinea ausgebaut. DB erwarb 80 Prozent der Anteile der in den jeweiligen Regionen ansässigen CIC-Tochtergesellschaften.
2023 erwarb DB Insurance 75 Prozent der Anteile an Saigon - Hanoi Insurance Corporation (BSH) aus Vietnam.
Im Juli 2025 stand eine Übernahme der US-amerikanischen Fortegra durch DB Insurance kurz vor Abschluss.

## Geschäftsentwicklung
Im Geschäftsjahr 2025 erwirtschaftete das Unternehmen bei einem Umsatz von 13,5 Mrd. $ und einem Vermögen von 45,2 Mrd. $ einen Gewinn von 1,4 Mrd. $.